# Amtsgericht Hadersleben

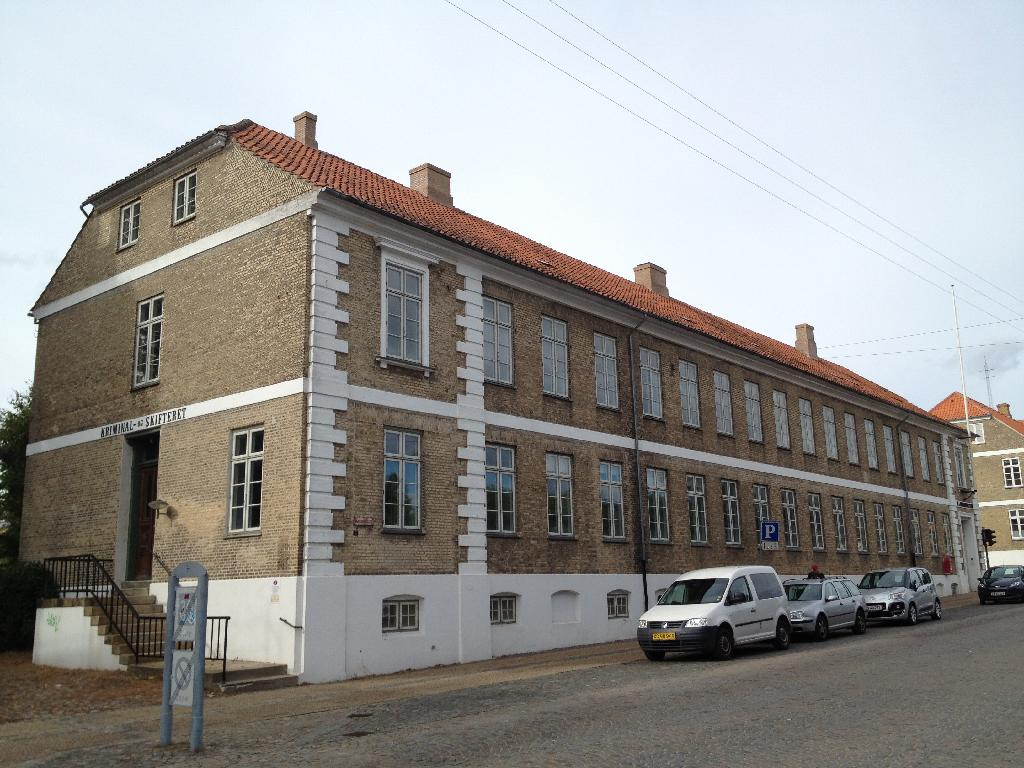
Gerichtsgebäude

Das Amtsgericht Hadersleben war ein deutsches Amtsgericht mit Sitz in Hadersleben.

## Geschichte
Bis 1866 wurde die Rechtsprechung in Hadersleben durch das Amt Hadersleben wahrgenommen.
Mit der Annexion Schleswig-Holsteins wurden 1867 in der nunmehr preußischen Provinz fünf Kreisgerichte und das übergeordnete Appellationsgericht Kiel eingerichtet. Als Eingangsgerichte wurden Amtsgerichte geschaffen, darunter das Amtsgericht Hadersleben als eines von 19 Amtsgerichten des Kreisgerichts Flensburg. Den Gerichtssprengel bildete die Kirchspiele Moltrup, Bjerning, Wonsbeck, Aastrup, Starup, Grarup, Oesbye, Halk, Wilstrup, Hoptrup, Wittstedt, Skrydstrup und Hammeleff.
Mit dem Inkrafttreten des deutschen Gerichtsverfassungsgesetzes am 1. Oktober 1879 wurden reichsweit einheitlich Amts-, Land- und Oberlandesgerichte geschaffen. Das Amtsgericht Hadersleben blieb bestehen und war nun dem Landgericht Flensburg nachgeordnet.
Sein Gerichtsbezirk umfasste daraufhin den Kreis Hadersleben ohne die Teile, die den Amtsgerichten Rödding und Toftlund zugeordnet waren. Am Gericht bestanden 1880 drei Richterstellen. Das Amtsgericht war damit ein größeres Amtsgericht im Landgerichtsbezirk.
1919 wurde der Sprengel des Amtsgerichts Hadersleben dänisch und die Geschichte des Amtsgerichts Hadersleben endete. In Dänemark wurde mit Gesetz vom 28. Juni 1920 das Retten i Haderslev eingerichtet. Dieses besteht bis heute.